# Codex Egberti

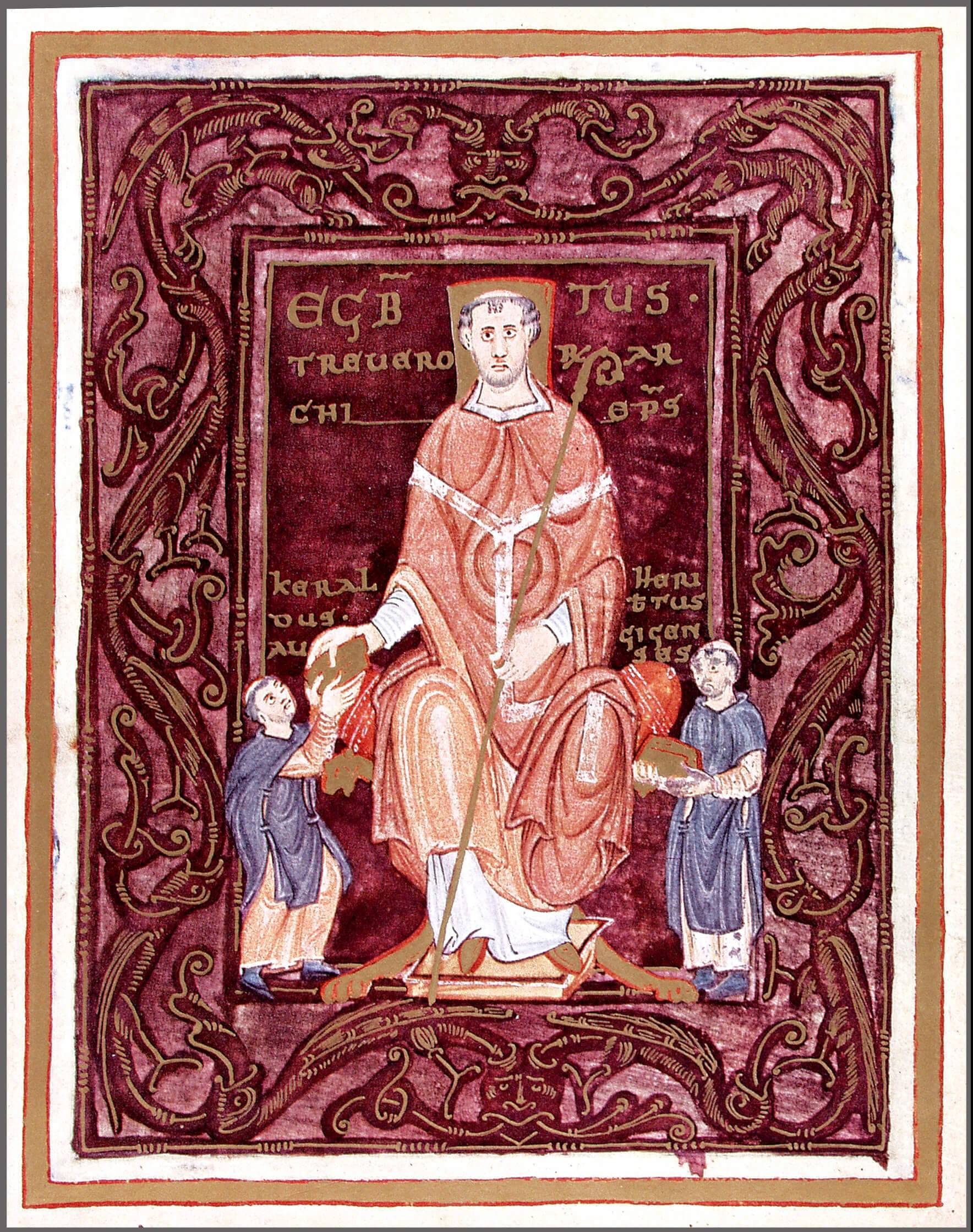
Egberto di Treviri, pagina del Codex Egberti

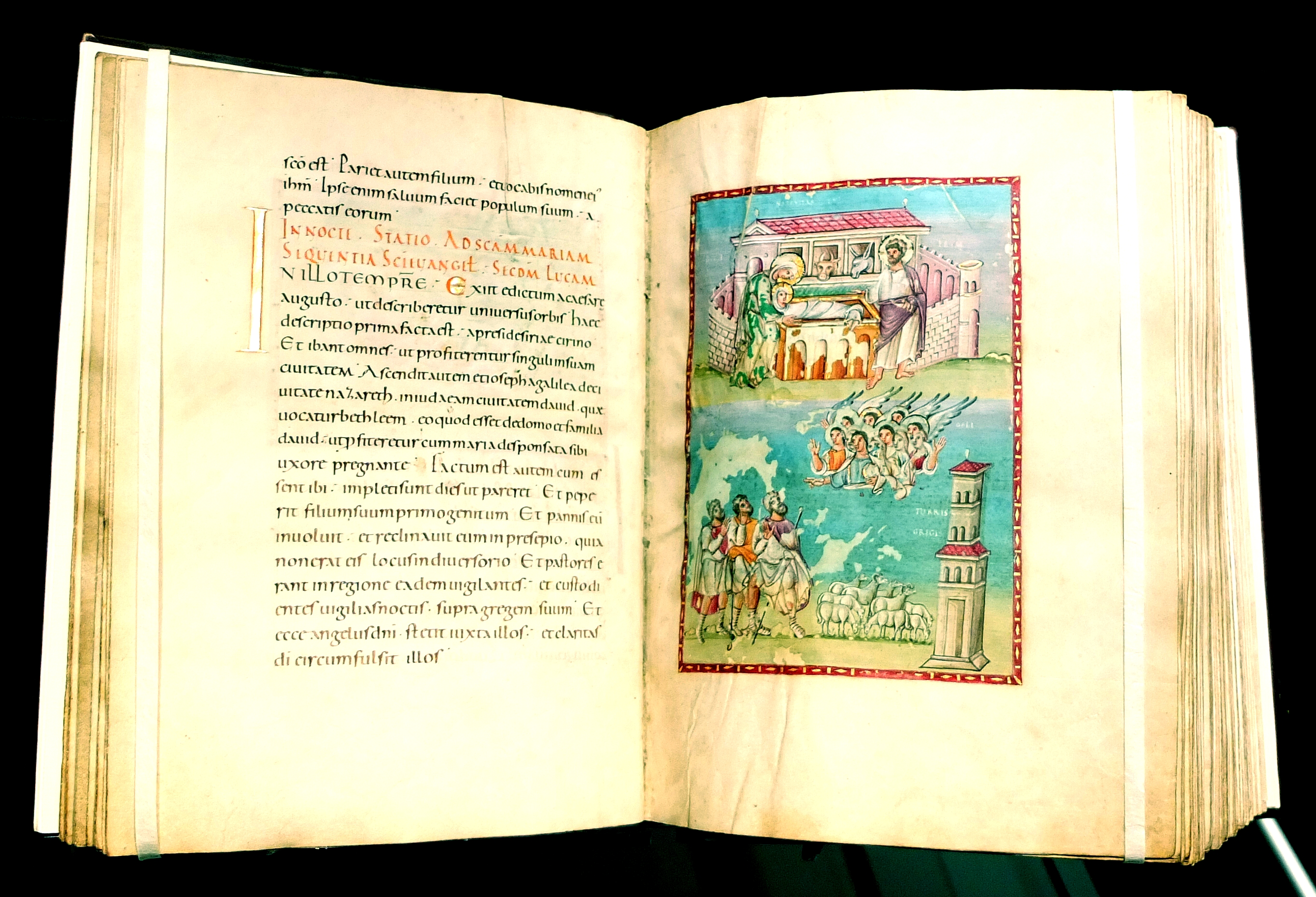
Nascita di Gesù, l'annuncio ai pastori

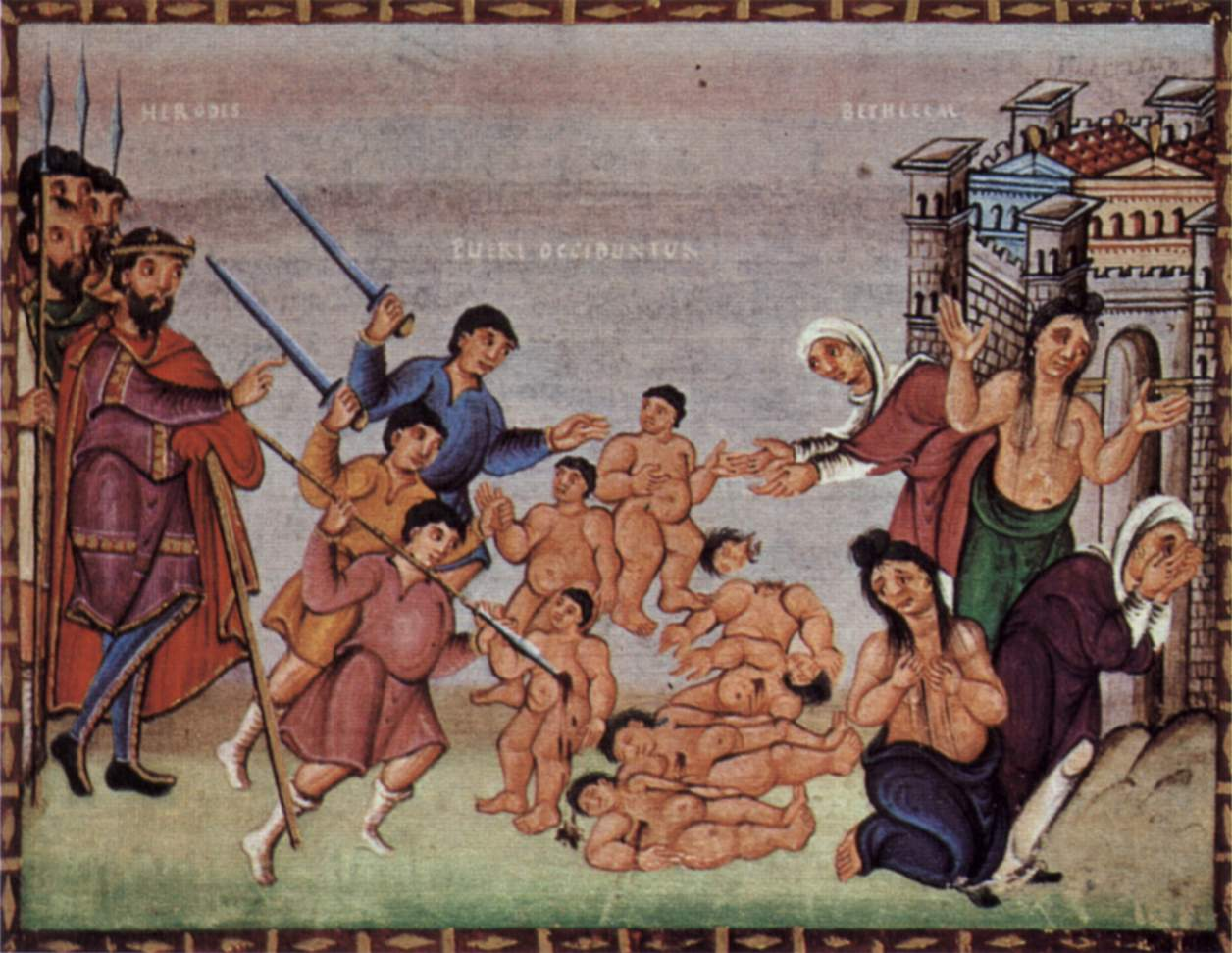
La strage degl'innocenti, pagina del Codex Egberti

Il Codex Egberti è un'evangelistario, opera di manifattura ottoniana, che venne realizzato fra il 980 ed il 993 nello Scriptorium dell'Abbazia di Reichenau, per conto dell'arcivescovo di Treviri Egberto. È la più antica rappresentazione grafica del ciclo della vita di Cristo di quelle a noi pervenute.
Insieme con altre famose opere manoscritte dello Scriptorium dell'Abbazia di Reichenau, esso fu inserito nel 2004 dall'UNESCO nell'Elenco delle Memorie del mondo.

## Descrizione
Il manoscritto consta di 165 fogli in pergamena con 60 preziose miniature. Sette di queste furono realizzate dal miniaturista noto come Maestro del Registrum Gregorii, allora attivo in Treviri, ed il cui nome non è noto. Nel 1380 il Codex Egberti servì come modello alla pericope dell'arcivescovo di Treviri, Kuno von Falkenstein.

## Storia
Il libro venne usato come testo liturgico nella chiesa di San Paolo a Treviri fino al XVIII secolo, essendo stato dato in dono ancora da Egberto di Treviri. Dal 1810 è conservato nella Biblioteca Nazionale di Treviri (Registrato Ms. 24).
Durante la seconda guerra mondiale il codice si trovò dapprima in una galleria a prova di bomba nel quartiere Pallien di Treviri, ma nel settembre del 1944, per metterlo al sicuro dall'imminente arrivo delle truppe americane, venne portato nella biblioteca dell'Università di Gießen. Quando l'11 dicembre questa venne quasi totalmente distrutta da un bombardamento alleato, le parti sopravvissute furono trasferite in una casa parrocchiale di Elkerhausen, presso Weilburg. Il 15 maggio esse furono riportate a Treviri da una delegazione della città con un mezzo antincendio.
Nel 2000 i fogli del manoscritto furono restaurati in un Istituto Tecnico Superiore di Colonia.

## Copie
Nel 1960 comparve la prima edizione in copia del Codex Egberti in una tiratura limitata ad 800 esemplari. Edita dal Dr. Hubert Schiel nell'Alkuin-Verlag AG di Basilea, questa edizione comprendeva i 165 fogli del manoscritto ed un testo dettagliato.
Nel 2005 una casa editrice di Lucerna mise sul mercato una edizione del manoscritto in tiratura limitata a 980 esemplari. Le pagine di pergamena sono disponibili in una versione su CD.

## Esposizione
Dal 27 aprile 2005 fino all'8 gennaio 2006 venne esposto al pubblico in una sala della Biblioteca Nazionale in Treviri. Poiché il Codice era allora ancora scomposto in singoli fogli, a causa della concomitante opera di restauro, la mostra venne divisa in tre parti, per poter fornire una visione generale. Ogni tre mesi venivano esposti a rotazione 20 fogli doppi in originale e gli altri in copia. Dopo la mostra, visitata da 17.000, persone con un introito di 147.000 Euro, i fogli vennero nuovamente assemblati in un libro.